# Mudkip
Mudkip (japanski: ミズゴロウ Mizugorō) jedan je od 1025 fiktivnih vrsta Pokémona iz medijske franšize Pokémon, skupa Pokémon videoigara, animiranih serija, manga stripova, knjiga, igraćih karata i drugih medija kojima je tvorac Satoshi Tajiri. Svrha je Mudkipa u videoigrama, animiranoj seriji i manga stripovima, kao i svrha ostalih Pokémona, borba s divljim Pokémonima – neukroćenim stvorenjima koje igrači i likovi pronalaze dok kreću na razne avanture – i pripitomljenim Pokémonima drugih Pokémon trenera.
Ime Mudkip kombinacija je engleskih riječi "mud" = blato, što je njegovo prirodno okruženje u staništu u kojem živi, i "skip" = skakutati, što se odnosi na englesku riječ "mudskipper" = riba skokunica, na čijem se liku temelji sam Mudkip. Ime Mudkip odnosi se na čitavu vrstu ovog Pokémona, kao i pojedinačne primjerke vrste u Pokémon igrama, animiranoj seriji i manga stripovima.

## Biološke karakteristike
Peraja na Mudkipovoj glavi izrazito je osjetljiv radar. Koristeći ovu peraju kako bi osjetio kretanje zraka i vode, Mudkip može odrediti što se nalazi u njegovoj blizini bez korištenja očiju. Kada je u vodi, Mudkip diše kroz narančaste škrge smještene na njegovim obrazima. Izvan vode, može podizati nekoliko puta veće stijene od sebe, upirući svoje četiri noge u zemlju. Spava zakopan u mulju na rubu močvare ili jezera. U vodi, njegova ga velika repna peraja pokreće prema naprijed s visokim ubrzanjem. Ako se u borbi suoči s teškim izgledima, Mudkip će iznenada postati dovoljno snažan da raznese čitave kamene blokove nekoliko puta veće od njega samoga.

## U videoigrama
Jedan od dosljednih aspekata svih Pokémon igara – od Pokémon Red i Blue za Nintendo Game Boy, do igara Pokémon Diamond i Pearl za Nintendo DS konzole – izbor je tri različita Pokémona na početku igračeve avanture; ta tri Pokémona etiketirana su kao Početni (ili starter) Pokémoni. Igrač može birati između Vodenog, Vatrenog ili Travnatog Pokémona, autohtonog za to područje; iznimka od ovog pravila je Pokémon Yellow (remake verzija prvotnih igara koja prati priču Pokémon animirane serije), gdje igrač dobiva Pikachua, Električnog miša, poznatog po tome što je maskota Pokémon medijske franšize.
Mudkip je izbor Vodenog početnog Pokémona u Pokémon Ruby, Pokémon Sapphire i Pokémon Emerald igrama, namijenjene igranju na Nintendo Game Boy Advance konzoli. Birajući Mudkipa za svog početnog Pokémona, težina igre postaje manja nego što bi bila da je igrač odabrao Vatrenog početnog Pokémona (Torchic), ali jednako teška kao kada izabere Travnatog početnog Pokémona (Treecko), prvenstveno zbog prednosti koju Mudkip i Treecko imaju nad prvim Vođom dvorane, Roxanne, koja koristi Kamene Pokémone – poput Geodudea – koji imaju prirodnu slabost na Vodene i Travnate napade.
Vodeni je Pokémon, što znači da se usavršio u ispaljivanju vode (u obliku mjehurića ili vodenih mlazova) kako bi napao protivnika. Mudkip prolazi kroz evoluciju, metamorfoznu promjenu unutar Pokémona uzrokovanu stjecanjem iskustva u borbi, dvaput. Evoluira u Marshtompa na 16 razini, te kasnije u Swamperta na 36. razini. 
Mudkipa igrači često biraju za svog početnog Pokémona jer su njegovi razvijeni oblici dvostrukog Vodenog/ Zemljanog tipa, što znači da su se usavršili u Zemljanim napadima podjednako kao i u Vodenim napadima. Zemljani tip Marshtompu i Swampertu daje imunitet na Električne napade, na koje bi inače bili izrazito slabi. Istovremeno, Swampert je jedan od najčešće korištenih Pokémona u kompetitivnim borbama.
Još jedna zanimljivost vezana uz Mudkipa jest ta da njegovi evoluirani oblici ne mogu naučiti Vodenu crpku (Hydro Pump), moćni Vodeni napad koji Mudkip prirodno uči na 42. razini. Ostala dva početna Pokémona Hoenn regije također prirodno uče napade koje njihovi evoluirani oblici ne mogu naučiti, bar ne kroz iskustvo. 
Mudkip je jedan od glavnih likova u Pokémon Mystery Dungeon igri za Nintendo DS konzolu. Na početku same igre, igrač je podvrgnut testu osobnosti. Ovisno o igračevim odgovorima, započet će igru kao jedan od 16 različitih Pokémona, uključujući i Bulbasaura, Torchica i Mudkipa. Ako je Bulbasaur ili neki drugi Pokémon odabran kao lik igrača, Mudkip može postati jedan od igračevih "partnera" na početku same igre.

## U animiranoj seriji
Tijekom avantura u Hoenn regiji, Brock, Pokémon uzgajivač i bivši Vođa dvorane grada Pewtera koji putuje s Ashom, uhvati Mudkipa u gradu Dewfordu u epizodi 301 "A Mudkip Mission". Kako se Ash i društvo uspinju vodopadom, naiđu na mladog Mudkipa i Brock spasi malenog oslabljenog Mudkipa kojeg je gotovo odnijela struja. Brockov Lotad i Mudkip zajedno se bore protiv Tima Raketa, nakon čega Mudkip odluči pridružiti se Brockovu timu.
Mudkipova je prvotna uloga pomaganje Brocku tijekom situacija povezanih s vodom, poput traženja predmeta u oceanu, poput bisera koji je pripadao Spoinku. Mudkip isto tako čuva ostale Pokémone kada Ash, May i Brock nisu u blizini. Razvio se u Marshtompa u epizodi 425 "Chip Off The Old Brock!".
Još se jedan Mudkip pojavio u epizodi 281 "In the Knicker of Time!", gdje grupa susreće trenera Nicolaija, mladoga trenera koji trenira svog prvog Pokémona Mudkipa, koji kasnije pobijedi Mayinog Torchica u borbi. Nicolai podržava svoje Pokémone oblačeći se u kostime koji nalikuju na njegove Pokémone.